# Barbaro Lo Giudice
Barbaro Salvatore Fortunato Lo Giudice (Paternò, 5 gennaio 1917 – Roma, 12 novembre 2010) è stato un politico e dirigente d'azienda italiano.

## Biografia
Avvocato ed esponente della Democrazia Cristiana, è stato sindaco della sua città natale dal 1956 al 1960. Deputato all'Assemblea Regionale Siciliana per tre legislature (venendo eletto nel 1951, nel 1955 e nel 1959), è stato anche assessore e vicepresidente della Regione.
È stato eletto senatore nella IV e nella V legislatura della Repubblica Italiana. Ha avuto incarichi di sottosegretario nei tre governi Rumor, nel governo Colombo e nel governo Andreotti I.
È stato presidente dell'Enel.